# Archangelsk
Archangelsk (Russisch: Архангельск, vroeger in het Nederlands: Sint-Michiel) is een havenstad in het noorden van Rusland, gelegen aan de Noordelijke Dvina, nabij de plaats waar deze in de Witte Zee uitmondt. Het is de hoofdstad van de gelijknamige oblast.
De naam Archangelsk, "Aartsengel(stad)", is afgeleid van een naburig klooster, dat was gewijd aan de aartsengel Michaël. Aanvankelijk heette de stad Novye Cholmogory (Nieuw-Cholmogory), totdat ze in 1618 werd hernoemd tot Archangelsk.

## Geschiedenis
In de tijd van de Vikingen stond het gebied rond de huidige stad bekend als Bjarmaland.
Ivan de Verschrikkelijke (1547-1584) streefde ernaar om Rusland een haven aan de Oostzee te verschaffen, waardoor directe handel met het westen mogelijk was. In de loop van de Eerste Noordse Oorlog (1558-1583) slaagde hij erin Narva aan de Finse Golf te veroveren wat enkele decennia lang de ontmoetingsplaats werd voor Russische en westerse kooplieden. In 1581 verloor Rusland de toegang tot de Oostzee weer. In dat jaar nam een huurlingenleger van Zweden onder Pontus de la Gardie de strategische stad Narva in. De Russen werden gedwongen naar de Witte Zee te kijken als alternatief.
In 1577 reisden Olivier Brunel en Jan van de Walle samen naar Rusland en om via Kola te handelen. De Deense koning Frederik II protesteerde omdat Kola onder zijn gezag viel. Brunel en Van de Walle verplaatsten daarom hun activiteiten naar de monding van de Dvina in de Witte Zee waar het Russische gezag gold.
In 1582 zeilde een Nederlandse koopvaarder de Dvina op om Deense oorlogsschepen te ontwijken. Na 35 kilometer kwam het schip aan bij het Sint-Michaëlklooster. Het kleine klooster, van hout gemaakt en met cellen voor de abt en 13 monniken, lag op de plaats waar de Dvina zich vertakt. Het was een goede plaats voor een haven. Een verzoek aan de tsaar om een haven te mogen aanleggen werd snel goedgekeurd. Op 4 maart 1583 gaf Ivan de Verschrikkelijke toestemming een fort te bouwen. In 1584 stichtte Melchior de Moucheron tijdens een door zijn broer Balthazar en Olivier Brunel georganiseerde handelsreis, een factorij bij het klooster. De haven heette officieel Nieuw-Cholmogory, maar werd spoedig in de volksmond Archangelsk genoemd, naar de aartsengel Michaël. Het was toen de enige Russische uitgang naar zee. Ruim een eeuw was het dan ook Ruslands voornaamste koopvaardijhaven, waar vanaf halverwege de 16e eeuw Britse handelaren domineerden, die al snel werden afgelost door de Hollanders. 
Aanvankelijk waren het vooral de uit Antwerpen naar Amsterdam uitgeweken kooplieden die de handel op Archangelsk uitvoerden: Marcus en Gaspar de Vogelaer, Gommer Spranger, Balthasar de Moucheron, Isaac Le Maire, Pieter van Pulle, Dirk van Oss en Carlo du Moulin. Uit Duitsland waren afkomstig de Amsterdamse kooplieden Jurriaen Everhard Klenck, Jacob en Jan Lups, Georg Swellengrebel en Christoffel Brants. Vanaf de late jaren van de zeventiende eeuw waren de leden van het handelshuis Thesingh gedurende vele jaren actief in de handel in Archangelsk. De voornaamste handelswaar was hennep, juchtleer, talg, bont, masten, gezaagd hout, potas en teer. De import bestond vooral uit luxe goederen zoals laken en andere kostbare textiel, sieraden, parels, ivoor, zilveren rijksdaalders, ongemunt zilver, wijn, specerijen, suiker, buskruit en handvuurwapens. De waarde van de export was altijd veel groter dan die van de westerse goederen die Rusland importeerde.
In 1693 bezocht tsaar Peter de Grote Archangelsk. Hij was onder de indruk van de mogelijkheden van de haven en wilde een eigen Russische handelsvloot. Peter de Grote bouwde in 1693 in Archangelsk de eerste scheepswerf van Rusland. Het eerste schip, de St. Pavel, begon in 1694 zijn reis en zo behoorde Rusland tot de zeevarende handelsnaties.
In de Grote Noordse Oorlog (1700-1721) streed Rusland met Zweden om de macht in de Oostzee. De haven van Archangelsk groeide snel, veel schepen met commerciële en militaire lading deden de haven aan. Om de stad te beschermen werd in 1701, stroomafwaarts van de stad, fort Novodvinsk gebouwd. In 1702 werd de Nederlands-Noorse admiraal Cornelis Cruys door Peter de Grote naar Archangelsk gestuurd om er een marinehaven van te maken. Vaarroutes werden bepaald, er kwam een vuurtoren en de haven kreeg dokken om het laden en lossen van schepen te vergemakkelijken. 
Archangelsk was geen ideale uitvoerhaven voor het Russische rijk. Het bevond zich ver van het uitgestrekte Russische achterland, en lag ver weg van de afzetmarkten in West-Europa. Het vereiste een lange zeereis om de Noordkaap te omzeilen. Bovendien was de haven het grootste deel van het jaar bevroren, waardoor het scheepvaartseizoen kort was.
Peter de Grote zorgde er ook voor dat het door hem gestichte Sint-Petersburg aan de Oostzee Archangelsk verdrong als handelshaven. In 1721 was de oorlog tot een einde gekomen. Peter de Grote bepaalde dat alle handel via deze stad moest lopen. Archangelsk mocht alleen goederen invoeren om in de eigen behoefte te voorzien. De handel liep sterk terug en in 1725 deden slechts 19 schepen de haven aan. In 1762 maakte Catharina de Grote hieraan een einde en gaf aan Archangelsk dezelfde privileges als Sint-Petersburg. De handel herstelde snel en in 1772 kwamen alweer 206 schepen binnenlopen. Tot het midden van de 19e eeuw was Archangelsk de op twee na belangrijkste haven van Rusland. In 1898 werd de verbinding met het achterland sterk verbeterd dankzij de aanleg van een spoorweg naar centraal Rusland.
Later werd de stad het centrum van de Pomorenhandel: de Pomoren, zoals de bewoners van de noordelijke kuststreek werden genoemd, dreven handel in graan en visproducten op Noorwegen. Deze handel beleefde zijn bloeitijd in de negentiende eeuw en kwam in 1917 tot een einde.
In het begin van de 20e eeuw nam ook de interesse in het Noordpoolgebied toe. In augustus 1912 vertrok uit de haven een expeditie onder leiding van  Georgi Sedov. Sedov (1877-1914) kwam vast te zitten op Frans Jozefland en kon zijn doel, de Noordpool, niet bereiken. Bij deze poging kwam hij om het leven.
Tijdens de Eerste Wereldoorlog was Archangelsk de enige haven in het westen van het land waar buitenlandse militaire hulp gelost kon worden. De haven werd sterk uitgebreid met nieuwe aanlegsteigers en loodsen en de spoorlijn werd verlengd en verbeterd, allemaal om de extra lading te kunnen verwerken. In 1916 werd een record hoeveelheid van zo’n 2,8 miljoen ton lading verwerkt.
De Russische Revolutie had bijzonder negatieve gevolgen. Een burgeroorlog brak uit en Archangelsk werd voor korte tijd door buitenlandse troepen bezet. De economie stortte in waardoor veel minder goederen werden geïmporteerd of geëxporteerd. De haven raakte in verval.
De Tweede Wereldoorlog leidde tot een dramatische verandering. De haven was weer de enige die vanuit het westen militaire hulp kon verwerken. De haven van Moermansk werd bedreigd door Finse aanvallen en kon aanvankelijk niet gebruikt worden. Archangelsk ontving het eerste konvooi in augustus 1941 en tijdens het conflict werd circa 1 miljoen ton lading gelost.
In de oorlog waren de havenfaciliteiten snel aangepast om de militaire hulp te verwerken. Dit was niet altijd even goed gedaan en in 1963 werd een belangrijk renovatieproject gestart. De haven werd uitgediept en grote delen vernieuwd. In 1972 werd een passagiersterminal geopend en medio jaren tachtig een containerterminal. In 2007 verwerkte de haven circa 1,5 miljoen ton lading.

## Klimaat
De stad kent een subarctisch zeeklimaat met lange koude winters en korte koele zomers. Het weer wordt beïnvloed door de ligging aan de Barentszzee, de toestroom van luchtmassa's vanuit het noorden van de Atlantische Oceaan en de geringe instraling van de zon. De temperatuur varieert van gemiddeld -13,5 °C in januari tot gemiddeld +15,8 °C in juli. Jaarlijks valt er gemiddeld ongeveer 560 mm neerslag.
| Maand                       | jan   | feb   | mrt   | apr   | mei   | jun  | jul  | aug  | sep  | okt   | nov   | dec   | Jaar  |
| --------------------------- | ----- | ----- | ----- | ----- | ----- | ---- | ---- | ---- | ---- | ----- | ----- | ----- | ----- |
| Hoogste maximum (°C)        | 5,0   | 5,2   | 12,1  | 25,3  | 30,2  | 32,1 | 34,4 | 33,4 | 27,7 | 18,3  | 9,7   | 5,8   | 34,4  |
| Gemiddeld maximum (°C)      | −9,7  | −7,9  | −1,1  | 4,7   | 12,1  | 18,9 | 21,4 | 17,9 | 11,7 | 4,0   | −2,7  | −6,4  | 5,2   |
| Gemiddelde temperatuur (°C) | −13,5 | −11,5 | −5,3  | −0,1  | 6,5   | 13,1 | 15,8 | 12,9 | 7,7  | 1,5   | −5,3  | −9,8  | 1,0   |
| Gemiddeld minimum (°C)      | −17,4 | −15,3 | −9,2  | −4,3  | 1,7   | 7,7  | 10,7 | 8,6  | 4,5  | −0,7  | −8,0  | −13,5 | −2,9  |
| Laagste minimum (°C)        | −45,2 | −41,2 | −37,1 | −27,3 | −13,7 | −3,9 | −0,5 | −4,1 | −7,5 | −21,1 | −36,5 | −43,2 | −45,2 |
|                             |       |       |       |       |       |      |      |      |      |       |       |       |       |
| Neerslag (mm)               | 33    | 27    | 26    | 31    | 42    | 54   | 61   | 68   | 60   | 61    | 53    | 44    | 560   |
| Bron: (ru) Weer en klimaat  |       |       |       |       |       |      |      |      |      |       |       |       |       |

Klimaatgemiddelden over de periode 1961 tot 1990:
|                      | jan | feb | mrt | apr | mei | jun | jul | aug | sep | okt | nov | dec |
| Luchtvochtigheid (%) | 85  | 84  | 81  | 73  | 67  | 68  | 73  | 80  | 85  | 87  | 89  | 87  |
| Dagen met neerslag   | 10  | 9   | 8   | 7   | 8   | 10  | 9   | 11  | 12  | 13  | 13  | 13  |

## Bezienswaardigheden

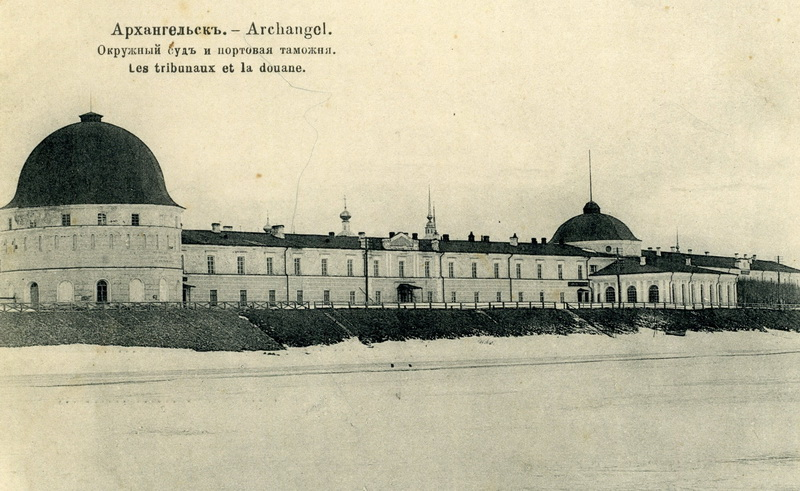
De Gostiny Dvor

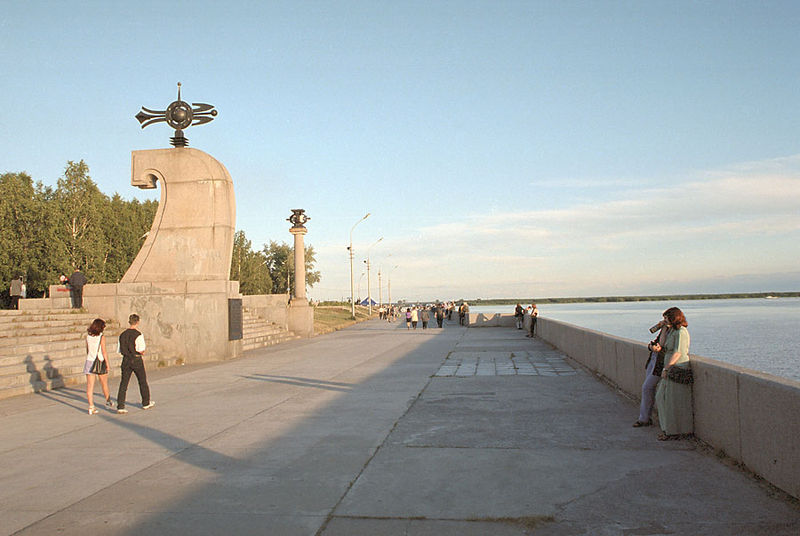
Promenade langs de Dvina

Veel van de kerken in de stad zijn afgebroken onder het communistische bewind. Het oudste nog bestaande gebouw in de stad is de handelsmarkt of Gostiny Dvor (Russisch: Гостиный двор). Het werd tussen 1668 en 1684 gebouwd door Duitse en Nederlandse werklui. Het heeft het uiterlijk van een fort, maar werd vooral gebruikt als handelsplaats. In de 18e eeuw werd het gebruikt als douanekantoor, maar raakte later in verval en delen werden afgebroken. Alleen de noordelijke toren en delen van de westmuur, die grenst aan de Dvina, zijn gespaard gebleven. Sinds 1992 wordt aan de restauratie gewerkt.

## Transport
Archangelsk is over land te bereiken via de federale autoweg M-8 naar Moskou. De weg is 1.271 kilometer lang en staat ook bekend als de Jaroslavskoje Sjosse. De spoorlijn naar Moskou is meer dan 1.100 kilometer lang en een treinreis naar de hoofdstad duurt circa 20 uur. De Luchthaven Talagi ligt op zes kilometer ten noordoosten van de stad en op circa twee uur vliegen van Moskou. Tot 2004 werd de stad bediend door een tramnet.

### Haven van Archangelsk
De haven begon ongeveer 50 kilometer landinwaarts van de monding van de Dvina in de Witte Zee. Tot het midden van de 18e eeuw was de haven nummer drie op de ranglijst van Russische havens.
De Zeehandelshaven van Archangelsk (Engels: Arkhangelsk Commercial Port Administration, Russisch: Архангельский морской торговый порт) werd op 25 april 1904 opgericht en is nog steeds de beheerder van de haven. De Russische nikkelproducent Norilsk Nikkel heeft wel een meerderheidsbelang in de havenbeheerder gekocht. In 1908 kwam de eerste ijsbreker van de haven in dienst, de Lebedin, waardoor het vaarseizoen werd verlengd. Sindsdien is de haven langs de Dvina richting het noorden uitgebreid met twee haven gebieden, Bakarista, waarvan de aanleg begon in 1914 en kort daarna volgde Ekonomija. De uitbreiding tijdens de Eerste Wereldoorlog was noodzakelijk daar het de enige haven was, dicht bij het front, dat geallieerde schepen met militaire goederen kon ontvangen. In de Tweede Wereldoorlog was Archangelsk wederom een belangrijke haven voor het ontvangen van militaire hulp.
Het haventerrein heeft een oppervlakte van ongeveer 100 ha en de kade heeft een totale lengte van 3,5 kilometer. Schepen met een maximale diepgang van 9,2 meter en tot 190 meter lang kunnen aan- en afmeren. De haven is niet het gehele jaar ijsvrij, maar door de inzet van ijsbrekers kan zij wel het hele jaar gebruikt worden. De afstand over zee naar Moermansk is circa 440 zeemijl, naar Sint-Petersburg zo’n 2.600 zeemijl en naar Amsterdam 2.000 zeemijl.
De haven bestaat uit twee delen:

Ekonomija ligt zo’n 25 kilometer ten noorden van het stadscentrum. Er zijn zeven ligplaatsen met een totale lengte van 1,2 kilometer. Schepen met een draagvermogen tot 25.000 ton en een diepgang van 9,5 meter kunnen hiervan gebruikmaken. De haven verwerkt voornamelijk hout, houtproducten, chemicaliën, kunstmest en bouwproducten. Hier ligt ook een moderne containerterminal met een capaciteit van 75.000 TEU op jaarbasis.

Bakarista ligt op de andere over aan de Dvina. Hier wordt vooral lading verwerkt met een bestemming verder naar het oosten langs de Noordoostelijke Doorvaart, maar ook voor de export van hout, steenkool en metalen. De 13 ligplaatsen liggen aan een 1,8 kilometer lange kade. Schepen die tot 7,5 meter diep steken kunnen de haven gebruiken.
De capaciteit van de haven is ongeveer 4,5 miljoen ton lading per jaar. In de onderstaande tabel een overzicht van de hoeveelheid vracht die in de haven werd verwerkt sinds 2001. In 2007 werd onder meer 550.000 ton metalen overgeslagen, 107.000 ton steenkool en 240.000 ton hout en papier.
| Omschrijving          | 2001 | 2002 | 2003  | 2004  | 2005  | 2006  | 2007  |
| --------------------- | ---- | ---- | ----- | ----- | ----- | ----- | ----- |
| Overslag (x 1000 ton) | 870  | 978  | 1 043 | 1 270 | 1 363 | 1 478 | 1 478 |

## Geboren
- Sofia Kondakova (1922–2012), schaatsster
- Boris Sjilkov (1927-2015), langebaanschaatser
- Michail Pletnjov (1957), pianist, dirigent en componist
- Artur Ullrich (1957), voetballer
- Alexander Baljakin (1961), dammer
- Sergej Oesjakov (1968), wielrenner
- Alexander Kravtsjenko (1971), pokerspeler
- Oksana Zakaljoechnaja (1977), basketbalspeelster
- Joelia Fomenko (1979), atlete
- Jevgeni Lagoenov (1985), zwemmer
- Tatjana Kosintseva (1986), schaakster
- Aleksandr Roemjantsev (1986), langebaanschaatser

## Naslagwerk
- Jan Willem Veluwenkamp, Archangel, Nederlandse ondernemers in Rusland (1550-1785), uitgeverij: Balans, 2000.